# Mahidpur
Mahidpur (en hindi: महिदपुर) es una localidad de la India en el distrito de Ujjain, estado de Madhya Pradesh.

## Geografía
Se encuentra a una altitud de 466 m s. n. m. a 245 km de la capital estatal, Bhopal, en la zona horaria UTC +5:30.

## Demografía
Según la estimación del año 2010 contaba con una población de 33 297 habitantes.